# Desfeminização
Na biologia e zoologia, desfeminização é um aspecto de desenvolvimento relacionado à diferenciação sexual na qual uma estrutura, função ou comportamento específico da mulher é alterado por um dos processos de desenvolvimento masculino. Os termos desfeminilização ou desfeminilizada também são abreviados para desfem na comunidade LGBT, referindo-se a alguém que não expressa plenamente a feminilidade tradicional. Na sociologia, usa-se o termo para se referir a uma performance não feminilizada.